# 기쓰촌 (니가타현)
기쓰촌(木津村)은 니가타현 나카칸바라군에 설치되었던 촌이다.

## 개요
가마쿠라 시대부터의 지명으로, 고아가노 강 우안에 위치한다. 1639년(칸에이 16년) 무렵에는 가미키즈 촌과 시모키즈 촌으로 분촌하고 있었지만 1877년(메이지 10년)에 합병해 기쓰 촌이 되었다.

## 연혁
- 1887년 : 가미기쓰촌과 시타고스기촌이 합병해 기쓰촌이 되었다。
- 1889년 4월 1일 - 정촌제 시행과 함께 나카칸바라군 기쓰촌이 제시하여、기쓰촌이 성립하였다。
- 1901년 11월 1일 - 나카칸바라군 요코고시촌、소미촌、고스기촌、니폰기촌과 합병해、요코고시촌이 신설되어 소멸하였다。오이자 기쓰에 해당한다.

## 지리
합병을 하지 않고 성립한 촌이기 때문에 오이자는 편성하지 않았다. 당시의 촌역은 현재의 니가타시 고난구 기쓰에 해당한다.